# EU og de fattige
EU og de fattige er en dansk dokumentarfilm fra 2004, der er skrevet og instrueret af Jesper Heldgaard.

## Handling
EU er verdens største donor af udviklingsbistand, og den vigtigste handelspartner for mange af verdens allerfattigste lande. Men samtidig giver EU milliarder af euro i støtte til europæiske landmænd, så deres overskudsproduktion ødelægger markederne i de fattige lande. Gennem et portræt af den afgående udviklingskommissær Poul Nielson belyses de mange åbenlyse paradokser i EU's forhold til udviklingslandene og de forskellige interesser, der står bag.